# Refrakterní doba

Průběh akčního ponteciálu

Refrakterní doba je čas, během něhož nelze zahájit další nervový vzruch. Na rozdíl od stupňovitých potenciálů receptorových a navazujících bipolárních buněk s krátkou délkou (a tedy i menší rezistivitou) akční potenciál gangliových a dalších neaurálních buněk po svém odeznění musí projít refrakterní (klidovou) fází. Refrakterní doba tedy určuje maximální možnou frekvenci vzruchů. Refrakterní doba především brání zpětnému axonálnímu šíření vzruchu.
Absolutní refraktorní doba v trvání několik milisekund souvisí s depolarizací a repolarizací, kdy není vzruch schopen odpálit další akční potenciál, dochází k inaktivaci napěťově řízených sodných kanálů při otevřených napěťově řízených draslíkových kanálů refraktorní doba.
Relativní refraktorní doba souvisí s hyperpolarizací, pravděpodobnost odpálení akčního potenciálu je pouze snížena a je tedy nutná silnější stimulace, v inaktivovaném režimu jsou napěťově řízené N kanály a aktivovaném draslíkové, dohromady cca 5–10 ms.